# Kurt Hruby
Kurt Hruby, né le 27 mai 1921 à Krems an der Donau en Basse-Autriche et mort le 5 septembre 1992 à Vulaines-sur-Vanne dans l’Aube était un écrivain et un théologien autrichien, spécialiste du judaïsme rabbinique.

## Biographie
Kurt Hruby est le fils de Rosa (née Kohn) et Max Hruby. Il est catholique cependant ses frères et sa mère sont juifs. Il va à l’école élémentaire et au lycée de Krems an der Donau où il est diplômé du baccalauréat.
En raison de l'Anschluss, il se réfugie en Suisse en 1938, puis en Palestine. Il suit des cours de Talmud à l'Université hébraïque de Jérusalem tout en étant restaurateur et correspondant de l'Agence Havas. Il revient en Autriche en 1949 puis se rend la même année en Belgique pour étudier la théologie à l’Université catholique de Louvain. Après son ordination sacerdotale, il exerce une partie de son ministère a la basilique du Sacré-Cœur de Montmartre à Paris. En 1960, il est nommé professeur de judaïsme à l'Institut catholique de Paris. Il publie plusieurs articles sur le Judaïsme. Il fut le premier responsable du Comite épiscopal catholique pour les relations avec le judaïsme.

## Œuvres majeures
- La Cabbale, ACL, 1974
- Kurt Hruby et Renée de Tryon-Montalembert, La Cabbale et la tradition judaïque, 1974
- Roger Le Déaut, Anny Jaubert, Kurt Hruby : Le Judaïsme, Dictionnaire de spiritualité, Beauchesne Paris 1975.